# Аз II
Азес II — останній скіфський цар у Гандхарі. Після смерті Азеса II панування скіфів на північному заході Індії та Пакистану завершилось під тиском Кушанської імперії.